# Omicron notabile
Omicron notabile är en stekelart som beskrevs av Giordani Soika 1978. Omicron notabile ingår i släktet Omicron och familjen Eumenidae. Inga underarter finns listade i Catalogue of Life.